# Franc CFA
Pour les articles homonymes, voir Franc, FCFA et CFA.

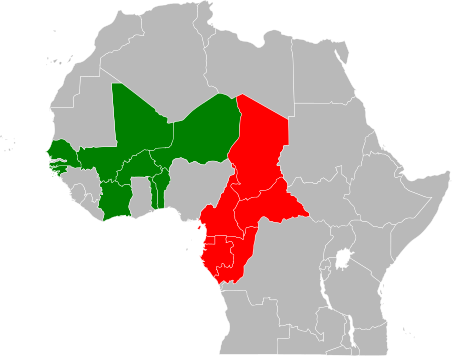
Zones francs en Afrique:
Franc CFA (UEMOA) 100
Franc CFA (CEMAC)

Le nom de franc CFA désigne deux monnaies communes — une ouest-africaine (franc de la Communauté financière africaine) et une centre-africaine (franc de la Coopération financière en Afrique) — héritées de la colonisation française et utilisées par quatorze pays d'Afrique constituant en partie la zone franc. Bien que les deux monnaies soient communément appelées franc CFA et aient la même valeur, elles ne sont pas interchangeables. Il ne s'agit donc pas d'une zone monétaire commune mais de deux zones juxtaposées :
- le franc de la communauté financière en Afrique (ISO 4217 : XOF et 952)[1], émis et géré par la Banque centrale des États de l'Afrique de l'Ouest pour les huit États membres de l'Union économique et monétaire ouest-africaine (UEMOA).
- le franc de la coopération financière en Afrique centrale (ISO 4217 : XAF et 950)[1], émis par la Banque des États de l'Afrique centrale pour les six États membres de la Communauté économique et monétaire de l'Afrique centrale (CEMAC).

Les pays des deux zones du franc CFA sont issus de l'évolution et des transformations de l'ancien empire colonial français ainsi que d'États qui n'étaient pas des colonies françaises, comme le Cameroun et le Togo (d'abord colonies allemandes, puis mandats français), la Guinée équatoriale (espagnole) et la Guinée-Bissau (portugaise). Le franc CFA est une monnaie dont la valeur, librement définie par les pays membres, est établie à parité fixe avec l'euro, parité fixe qui est par la suite garantie par le Trésor public français. Ce dernier est au préalable informé si les pays membres décident de réévaluer ou de dévaluer la monnaie. Le franc CFA est par ailleurs une monnaie en circulation au Ghana et Nigeria avec les monnaies nationales.
L'arrimage du franc CFA à l'euro est considéré par certains comme un gage de stabilité, tandis que d'autres l'assimilent à une servitude volontaire.

## Terminologie
Dans l'UEMOA, le sigle CFA a signifié :
- de 1945 à 1958, « Colonies françaises d'Afrique »
- de 1958 à 1960, « Communauté française d'Afrique ».

Dans la CEMAC le sigle CFA signifie « Coopération financière en Afrique ».

## Histoire

### Genèse et mise en place (1945-1960)
Le franc CFA fut conçu en 1939 en réponse à la zone sterling britannique et officialisé le 26 décembre 1945, le jour-même où de Gaulle ratifia les accords de Bretton Woods. La monnaie était rattachée au franc français — depuis 1999, elle est rattachée à l'euro —, avec une convertibilité garantie par le Trésor français. La France procède à sa première déclaration de parité au Fonds monétaire international (FMI). Le décret qui l'entérine, le no 45-0136 du 25 décembre 1945, fixant la valeur de certaines monnaies des territoires d'outre-mer libellées en francs,, est signé par Charles de Gaulle, président du Gouvernement provisoire de la République française,, et contresigné par René Pleven, le ministre des Finances, et Jacques Soustelle, le ministre des Colonies. Il est publié au Journal officiel de la République française le lendemain, le 26 décembre 1945.
Le franc CFA, qui signifie alors « franc des colonies françaises d'Afrique », est émis par la Caisse centrale de la France d'outre-mer. La parité qui est alors fixée est de 1,7 franc métropolitain pour 1 franc CFA. Cet écart en faveur des pays africains s'explique par le déficit des finances publiques françaises au sortir de la guerre. En 1948, cette parité est établie à 2 FRF.
L'objectif du franc CFA est alors de restaurer un moyen de paiement et de stockage de valeur sûr dans les territoires qui ont été isolés de la métropole durant la Seconde Guerre mondiale. Souffrant de la diminution des échanges, ils avaient dû parfois créer des devises locales, appuyées sur d'autres devises que le franc (par exemple, le dollar américain), voire accepter des émissions fantaisistes.
Après la décolonisation[Quand ?], le franc CFA a été divisé en deux zones monétaires distinctes donc deux monnaies distinctes, chacune dotée de sa propre banque centrale.

### Développement post-indépendances (1960-1999)
En 1960, la période de décolonisation débute, marquant la fin des empires européens sur le continent africain. La France laisse le franc CFA en héritage de la colonisation. Il circule dans presque toutes les anciennes possessions françaises en Afrique.
Après les indépendances, le nombre de pays et territoires utilisant le franc CFA varie avec le temps. Certains pays décident de quitter l'union pour développer leur propre monnaie ; d'autres, qui n'ont jamais été colonisés par la France, demandent à être intégrés et adoptent le franc CFA.
La règle monétaire qui est mise en place est simple : dans tous les pays membres circuleront désormais des billets de nom et de graphismes différents mais de valeur respective fixe — la parité fixe avec le franc français. Cette parité est fixée à 1 franc français pour 50 francs CFA ou comoriens. Le franc CFA jouit de la « libre convertibilité » avec le franc français, rendant l'échange constamment possible à ce cours entre toutes les monnaies.
Cette « libre convertibilité » est à double tranchant car imprimer du franc CFA revient en fait à créer du franc français. La Banque de France a donc pour tâche de surveiller les politiques monétaires des banques centrales africaines et comorienne. Cette prééminence a pour contrepartie l'engagement de la Banque de France de fournir en cas de besoin des devises aux trois banques centrales si celles-ci épuisent leurs réserves.
La parité fixe garantie par la France nécessite que ces pays déposent 50 % de leurs réserves de change au Trésor français sur un compte rémunéré. Tous les ans, la Banque de France reverse les intérêts obligataires de leurs réserves aux pays africains.
Pendant longtemps, les soldes ont toujours été à peu près équilibrés, le système ne coûtait pas beaucoup de devises à la France, d'autant plus qu'elle n'intervenait qu'en dernier recours. Les banques centrales devaient d'abord inciter les pays endettés de la zone à négocier en priorité des délais de paiements supplémentaires à leurs créanciers étrangers avant de demander de bénéficier de la couverture du parapluie monétaire français.

#### Premières critiques, départs, retours et intégrations
Le franc CFA subit une première critique, non de nature économique mais de nature « idéologique » après les indépendances.
Selon ses détracteurs, le fait que le franc CFA soit soutenu par la Banque de France et le Trésor français en cas de turbulences économiques, pérennise la relation de domination de la France sur les pays nouvellement indépendants. Cette perception explique le départ de la Guinée en 1960 (qui commence l'émission du franc guinéen), puis deux ans plus tard du Mali (franc malien), et enfin de Madagascar en 1973. Cependant, ces deux pays se retrouvent rapidement avec de sérieuses difficultés économiques et le Mali finit par réintégrer le système en 1984. Madagascar, qui avait décidé d'émettre le franc malgache, devenu un sous-multiple de l'ariary(pour 1 ariary = 5 francs malgaches), mais, conscient de la faiblesse de sa monnaie, décide de l'arrimer au franc CFA. La même année, les Comores quittent le système CFA.
En 1973, la Mauritanie remplace le franc CFA par l'ouguiya (1 ouguiya = 5 francs CFA).
Saint-Pierre-et-Miquelon adopte le franc français la même année, La Réunion en 1975, les TAAF en 1976 et Mayotte la même année.
À rebours, en 1985, la Guinée équatoriale obtient de rejoindre le système CFA (1 franc = 4 ekwele). En 1997, la Guinée-Bissau rejoint à son tour le système CFA (1 franc = 65 pesos).

### Le franc CFA entre contestations et évolutions (depuis 2000)

#### Membres actuels
La zone franc rassemble dans les années 2000 quatorze États africains en deux groupes : 
- huit États d'Afrique de l'Ouest : le Bénin, le Burkina Faso, la Côte d'Ivoire, la Guinée-Bissau, le Mali, le Niger, le Sénégal et le Togo[17], formant l'Union économique et monétaire ouest-africaine (UEMOA), dont l'institut d'émission est la Banque centrale des États de l'Afrique de l'Ouest (BCEAO) ; pour ce groupe, franc CFA est désormais désigné par franc de la communauté financière d'Afrique ; son code ISO 4217 est XOF ;
- six États d'Afrique centrale : le Cameroun, la République centrafricaine, la République du Congo, le Gabon, la Guinée équatoriale et le Tchad[17], formant la Communauté économique et monétaire de l'Afrique centrale (CEMAC), dont l'institut d'émission est la Banque des États de l'Afrique centrale (BEAC) ; pour ce groupe, franc CFA est désigné par franc de la coopération financière d'Afrique centrale ; son code ISO 4217 est XAF.

#### Contestations
Le franc CFA fait l'objet de critiques politiques parmi les dirigeants des pays qui l'utilisent. C'est le cas, en 2015, de Kako Nubukpo, économiste et ministre togolais chargé de la Prospective et de l'Évaluation des politiques publiques, qui critique la mise en commun de la monnaie par la BCEAO. Sa sortie fait l'objet de critiques par la BCEAO. En août 2015, le président tchadien Idriss Déby appelle les pays africains à sortir de la zone franc CFA, soutenant que tant que la monnaie sera garantie par la France, elle ne sera pas entièrement africaine. À la suite de son commentaire, la France déplorait que le franc CFA soit devenu « une machine à fantasmes », selon lesquels elle l'utiliserait pour imposer ses entreprises et rembourser sa dette publique.
Les 16 et 17 février 2017 se tiennent des « États généraux du franc CFA » à Bamako. Organisés par Kako Nubukpo, ils se donnent pour objectif de trouver une nouvelle monnaie capable de remplacer l'ancienne devise. Le 28 novembre 2017, Emmanuel Macron se déclare totalement ouvert sur la question de l'avenir du franc CFA, rappelant que, s'il est facteur de stabilité pour les pays qui l'ont, le franc CFA peut être quitté par ses pays membres à tout moment. Il déclare : « S'ils considèrent qu'il faut même supprimer totalement cette stabilité régionale et que c'est mieux pour eux, je considère que c'est eux qui décident et donc je suis favorable ». Il se prononce à nouveau dans des mêmes termes le 11 juillet 2019, en soutenant que le franc CFA « a une utilité », précisant que l'« on doit garder la part de stabilité que ça apporte mais on doit permettre à toute la région de s'intégrer pleinement dans un espace monétaire intégré ».
En 2018, dans un document de 29 pages publié le 13 avril 2018, l'économiste Dominique Strauss-Kahn dresse un tableau presque élogieux de la monnaie (notamment la bonne performance de la Zone franc au niveau macroéconomique grâce à la garantie dont elle bénéficie), mais relève les inconvénients qui, selon lui, fragilisent les économies de la région. En avril 2019, Bruno Le Maire, ministre des Finances français, abonde dans ce sens en rappelant que : « La Zone Franc, c'est de la stabilité pour les pays africains membres, un moyen de lutter contre l'inflation et une zone qui permet un développement économique dans de bonnes conditions. La France est ouverte à une réforme de cette zone mais c'est aux États membres de décider. »
Le 3 mai 2025, l'ONG Urgences panafricanistes organise plusieurs réunions publiques et conférences contre le franc CFA, dans plusieurs capitale africaine.

### Projet de l'éco au sein de l'UEMOA (depuis 2019)
Le 23 août 2019, la 42e session du Conseil de convergence de la Zone monétaire de l'Afrique de l'Ouest (ZMAO), s'est tenue à Conakry, en Guinée. La ZMAO regroupe les pays membres de la Cedeao qui n'utilisent pas le franc CFA. La rencontre a notamment porté sur le lancement d'une future monnaie de l'Afrique de l'Ouest, l'« eco » ainsi que le nom de la future Banque centrale de la Cedeao, la « Banque centrale de l'Afrique de l'Ouest ».
En octobre 2019, selon le Fonds monétaire international, le succès du projet de remplacement du franc CFA, en Afrique de l'Ouest, par une monnaie commune — l'eco — dépendra de la prise en compte de certains facteurs à la fois politiques et économiques. Elle s'inquiète par ailleurs du ralentissement de la croissance au sud du Sahara.
Le 7 novembre 2019, le président du Bénin Patrice Talon a annoncé, le « retrait des réserves de change du franc CFA » qui se trouvent en France : « La Banque centrale des pays d'Afrique de l'Union monétaire ouest-africaine (UMOA) va gérer la totalité de ces réserves de devises et va les répartir auprès des diverses banques centrales partenaires dans le monde. »
Le 3 décembre 2019, sur Radio France internationale, le président ivoirien Alassane Ouattara défend la parité fixe entre l'euro et le franc CFA, soulignant qu'elle permet aux pays du franc CFA de limiter le problème de soutenabilité de dette.
Le 21 décembre 2019, le président ivoirien Alassane Ouattara annonce l'hypothèse du remplacement du franc CFA (UEMOA) par l'eco au cours d'une conférence de presse commune avec le président français Emmanuel Macron en visite officielle en Côte d'Ivoire,,. Emmanuel Macron se montre positif sur le sujet et dit : « J'ai entendu les critiques, je vois votre jeunesse qui nous reproche de continuer une relation qu'elle juge postcoloniale. Donc rompons les amarres ». Cette décision se concrétise par la signature de l'accord de coopération monétaire en décembre 2019 à Abidjan entre la France et l'UEMOA.
Un projet de loi approuvant cet accord de coopération monétaire est adopté en France par l'Assemblée nationale le 10 novembre 2020 et par le Sénat le 28 janvier 2021. Cette réforme comporte trois grandes évolutions : le changement de la devise et le passage à l'eco, la suppression du compte d'opération à la Banque de France, la suppression des sièges occupés par les représentants français au sein des instances de la BCEAO,. La Banque de France continuera d'assurer la parité entre l'eco et l'euro.
Les réactions sont contrastées : pour Kristalina Georgieva, directrice du FMI, ces changements « constituent une étape essentielle dans la modernisation d'accords de longue date entre l'Union économique et monétaire ouest-africaine et la France ». À l'inverse des économistes africains contestent leur portée, tel Demba Moussa Dembelé qui y voit une façon de « torpiller le projet de la Cédéao ou de le retarder le plus possible. Ils coupent l'herbe sous le pied des critiques en éliminant les symboles qui fâchent sans toucher au fond du problème. Ce que demandent les peuples africains, c'est la fin du franc CFA et non sa réforme »,.
Le 6 janvier 2020 à Dakar, une cinquantaine d'intellectuels publient une déclaration demandant l'ouverture d'un débat « populaire et inclusif » sur la réforme en cours et rappelant que « la question de la monnaie est fondamentalement politique et que la réponse ne peut être principalement technique ».
Le 19 janvier 2020, l'économiste sénégalais N'Dongo Samba Sylla déclare que la réforme du franc CFA en Afrique de l'Ouest, annoncée le 21 décembre 2019 par le président français Emmanuel Macron et son homologue ivoirien Alassane Ouattara, est loin d'être la panacée. Au-delà du symbole qui consiste à renommer « eco » la monnaie unique ouest-africaine, c'est tout un système qui doit être remis à plat, estime-t-il. Selon le coauteur, avec Fanny Pigeaud, de L'Arme invisible de la Françafrique. Une histoire du franc CFA, les États africains devraient plutôt mettre en place des monnaies nationales souveraines.
Fin février 2020, l'agence de notation américaine S&P réalise une étude sur la concrétisation du projet de sortie du franc CFA et se dit rassurée par le fait que l'eco reste arrimé à l'euro et que la France continue à garantir sa convertibilité. Le lancement de la nouvelle monnaie n'aurait donc pas d'effets immédiats et une dévaluation n'était à ce jour pas prévue. L'étude rappelle de même que « les États membres de l'UEMOA ne seront plus tenus de conserver la moitié de leurs réserves de change sur un compte d'opération au Trésor français. Autrement dit, la banque centrale régionale, la BCEAO, pourra gérer ses réserves de changes comme elle le jugera approprié ».
Depuis 2019, de nombreuses discussions ont lieu concernant la mise en place de l'eco comme monnaie unique pour tous les pays de la CEDEAO,,. La CEDEAO espère une mise en place de l'eco pour 2027.

### Évolution au sein de la CEMAC (depuis 2019)
Le 28 décembre 2019, le président de la Guinée équatoriale, Teodoro Obiang Nguema, s'est rendu à Abidjan en Côte d'Ivoire, pour rencontrer Alassane Ouattara et échanger sur la réforme du franc CFA dans la zone UEMOA. Le président équato-guinéen souhaiterait voir s'appliquer la même réforme en zone CEMAC et juge le franc CFA « obsolète ».
Les chefs d'État de la CEMAC souhaitent faire évoluer leur monnaie d'autant plus que, a déclaré Daniel Ona Ondo, « notre partenaire la France est disposée à une réforme ambitieuse du franc CFA ».
En janvier 2020, d'après la BBC, plusieurs personnalités de la sous-région Afrique centrale sont à pied d'œuvre pour rendre possible une sortie du FCFA comme cela a récemment été le cas dans la zone UEMOA, L'AFRIX (AFX) est le nom qui est évoqué pour le moment. Son éventuelle création suscite des réactions chez les experts indique la BBC. Un raisonnement plus poussé fait état de ce que les pays concernés par ladite monnaie devront s'atteler à diversifier leur économie pour être à la hauteur des nouveaux challenges qui, en même temps que l'AFRIX verront le jour, précise la même source.
En février 2020, au cours de leur entrevue, Ali Bongo et Daniel Ona Ondo ont également parlé des décisions prises lors de la dernière conférence des chefs d'État, marquée par « la volonté des chefs d'État à plus d'intégration ». Leur porte-parole déclare que les réformes engagées sont en bonne voie et les leaders de la zone CEMAC étudient un schéma approprié quant à l'avenir du franc CFA.
En mai 2022, la République centrafricaine annonce l'adoption du bitcoin comme seconde monnaie officielle et crée un débat en Afrique centrale concernant le franc CFA, avant d'abandonner ce projet.
En août 2022, à la suite du projet de la fusion entre la Communauté économique des États de l'Afrique centrale (CEEAC) et la Communauté économique et monétaire de l'Afrique centrale (Cémac), les autorités de la Cémac pensent qu'elles sont mieux outillées en matière de stabilité monétaire pour absorber les sept autres pays, donc imposer le franc CFA dans les onze pays d'Afrique centrale.
En décembre 2022, les chefs d'État de la Communauté économique et monétaire de l'Afrique centrale (CEMAC) se retrouvent à Yaoundé au Cameroun pour décider de l'avenir du franc CFA.
Le 17 mars 2023, les chefs d'État d'Afrique centrale se réunissent à la 15ᵉ conférence des pays de la Communauté économique et monétaire de l'Afrique centrale (Cemac). Concernant l'avenir du franc CFA. il est préconisé le changement de nom de la monnaie, le retrait progressif des représentants français au sein des organes de décision et de contrôle de la Banque centrale, la clôture du compte d'opération dans les livres de la Banque de France et le rapatriement des réserves de change au siège de la Banque centrale.
Le 25 avril 2023, le franc CFA est évoqué lors de la réunion ministérielle de la Communauté économique et monétaire de l'Afrique centrale (CEMAC) et de la France. La France perçoit la garantie apportée au franc CFA, et l'assurance de sa convertibilité, comme un pilier de la stabilité économique de la région. La France reste « ouverte » et « disponible » aux propositions de la CEMAC visant à réformer la coopération monétaire en Afrique centrale, comme cela s'est produit en Afrique de l'Ouest.
L'Article 17 de la convention de coopération monétaire, entre la France, et les états d'Afrique centrale, stipule que tous état signataire peut dénoncer la présente Convention. Cette décision prend effet à compter de la date de sa notification à l'État dépositaire.

## Controverses et débats
Pour ses détracteurs, le franc CFA est un symbole de la relation de domination de la France sur une partie de ses anciennes colonies.
Globalement, le franc CFA empêcherait toute politique économique et sociale indépendante des États concernés. Il ralentirait le développement et entraverait l'intégration régionale. 

### Fabrication de la monnaie fiduciaire
Le franc CFA a été critiqué par certains parce qu'il est fabriqué en France, et que cette situation permettrait à cette dernière d'exercer une domination néocoloniale.
Toutefois, si la fabrication est réalisée par une entreprise en France, la décision de fabrique de la monnaie est décidée par la seule BCEAO.
De plus, la France imprime la monnaie de 12 pays de la zone CFA mais aussi celle des Comores, de Madagascar, de Djibouti, de la Tunisie, du Burundi et enfin de la Namibie et de la Zambie.
La pratique de faire imprimer sa monnaie à l'étranger est d'ailleurs très courante. Ainsi, 17 pays africains font imprimer leurs billets de banque au Royaume-Uni : l'Angola, le Botswana, le Cap-Vert, l'Éthiopie, la Gambie, la Guinée, le Lesotho, la Libye, le Malawi, Maurice, le Mozambique, l'Ouganda, le Rwanda, Sao Tomé-et-Principe, les Seychelles, la Sierra Leone et la Tanzanie (qui fait également imprimer ses billets dans deux autres pays). De même, au minimum six pays font imprimer leurs billets en Allemagne : l'Érythrée, la Mauritanie, le Soudan du Sud, l'Eswatini, la Tanzanie (qui est aussi client du Royaume-Uni) et la Zambie (qui imprime aussi une partie de sa monnaie en France).
Finalement, plus des deux tiers des 54 pays d'Afrique impriment leur monnaie ailleurs, principalement en Europe et en Amérique du Nord.
Ce sont avant tout les coûts qui expliquent cette situation, une situation qui n'est pas propre à l'Afrique. Les économies d'échelle et la technicité nécessaire expliquent qu'un pays n'a pas forcément intérêt à imprimer lui-même sa monnaie, car cela serait beaucoup plus cher. La BEAC avait ainsi abandonné l'idée d'imprimer sa monnaie en 2017 après en avoir jugés les coûts trop élevés.

### Parité fixe
Le franc CFA bénéficie d'une parité fixe avec l'euro garantie par la Banque de France. La parité du franc CFA sur l'euro rend de brusques dévaluations du CFA impossible et garantit la stabilité monétaire du pays. De plus, le système permet des transferts de capitaux à l'intérieur de la zone monétaire libres et gratuits.
Toutefois, les détracteurs du franc CFA considèrent que l'euro est une devise surévaluée, et qu'en conséquence le franc CFA l'est également, au moins par rapport aux besoins des économies africaines, avec les inconvénients de cette situation, à savoir des exportations moins compétitives. Certes, cette surévaluation permet d'acquérir des produits importés à moindre coût. Mais ces importations ne profiteraient qu'aux « classes moyennes émergentes et à la petite minorité aisée ».
Une étude d'économistes de l'université Cheikh-Anta-Diop conclut toutefois que les disparités entre les pays africains en termes d'investissement intérieur et de volume de crédits accordés par les banques « semble plus lié à la perception que les banques ont de la solvabilité des demandeurs de prêts qu'à une quelconque appartenance à la zone franc ».
Il est aussi avancé que le franc CFA serait un frein économique pour les pays qui le détiennent. Cette position est critiquée à plusieurs égards : tout d'abord, parce qu'elle confère un poids disproportionné à la monnaie dans la détermination de la croissance économique et, deuxièmement, parce que l'évolution des taux de croissance en Afrique ne montrent pas d'effet négatif du franc CFA. Une étude de 1994 montre que le taux de croissance de la zone a été supérieur à celui du continent entre 1970 et 1985. De 2014 à 2018, le taux de croissance de la zone franc est systématiquement supérieur à celui de l'Afrique subsaharienne :
|                       | 2014 | 2015 | 2016 | 2017 | 2018 |
| --------------------- | ---- | ---- | ---- | ---- | ---- |
| Monde                 | 3,6  | 3,4  | 3,4  | 3,8  | 3,6  |
| Afrique subsaharienne | 5,1  | 3,2  | 1,4  | 2,9  | 3,1  |
| Zone franc            | 5,5  | 4,0  | 2,9  | 3,9  | 4,4  |

Alors que les pays africains ont, depuis l'époque post-coloniale, dévalué à de nombreuses reprises leur monnaie du fait de leur instabilité, le franc CFA n'a été dévalué qu'une seule fois dans son histoire.
Dans une étude réalisée en 2008 par l'Union européenne, celle-ci considère que si « les avantages de l'intégration économique au sein de chacune des deux unions monétaires de la zone franc CFA, et plus encore entre eux, sont restés remarquablement bas », il est nécessaire de reconnaître les effets positifs en termes de stabilité économique sur la région : « le rattachement au franc français et, depuis 1999, à l'euro comme ancrage du taux de change est généralement reconnu comme ayant eu des effets favorables dans la région en termes de stabilité macroéconomique ».
En ce qui concerne la zone UEMOA, celle-ci doit contracter des crédits auprès de la BCEAO (entre 2,5 % et 3,5 %) pour les prêter à ses États membres à un taux d'intérêt proche des 7 %.
Une mesure de suspension de rachat des billets de banque CFA est entrée en vigueur le 2 août 1993. Auparavant, et ce jusqu'au 1er août 1993, la convertibilité des billets était libre et illimitée aux guichets de la Banque de France. Une mesure de suspension de rachat des billets CFA entre la zone UMOA et la zone UMAC est aussi mise en place à compter de septembre 1993.

### Supervision des réserves par la Banque de France
Le franc CFA fonctionnant comme un pot commun de devises, la zone permet un équilibre global des réserves monétaires qui limite les risques d'hyperinflation. Cependant, si ce sont toujours les mêmes pays qui sont créditeurs, la tentation peut s'avérer forte, pour ces pays, de quitter le système. Devenus crédibles par leur appartenance à la zone franc, certains pays comme le Gabon et le Cameroun ont su amorcer une diversification de leurs échanges et fortifier leur économie, ce qui a incité la France à s'interroger sur l'opportunité de continuer à délivrer sa garantie monétaire.
Jusqu'en 2019, les pays de la zone franc devaient obligatoirement placer 50 % de leurs réserves de change auprès du Trésor public français afin de garantir leur liquidité. Ces réserves de change étaient déposées sur un compte rémunéré dont les intérêts obligataires étaient reversés tous les ans aux pays africains. En 2014, la BEAC et la BCEAO disposaient d'un dépôt, respectivement, de 3 706 et de 5 605 milliards de francs CFA (environ 14,3 milliards d'euros) auprès du Trésor.
La monnaie unique permet une liberté de transferts au sein de chaque union monétaire, et ainsi d'intensifier les flux d'investissement et de capitaux.
Les critiques soulignent que la monnaie est contrôlée par le Trésor français et que, par conséquent, les pays africains acheminent plus d'argent vers la France qu'ils n'en reçoivent en aide et n'ont aucune souveraineté sur leurs politiques monétaires.

### Droit de veto
La France ne dispose d'aucun représentant au sein des institutions de l'UEMOA et de la Cemac, elle ne participe donc pas à l'élaboration et à la mise en œuvre des politiques communes. La France est uniquement représentée dans les instances techniques de la BCEAO et de la BEAC, conseil d'administration, comité de politique monétaire et autorité de supervision bancaire. La présence de la France a diminué ces dernières décennies au sein des instances des banques centrales.

### Obligation de maîtrise des dépenses publiques
La maîtrise de la création monétaire a comme corollaire l'obligation de maîtriser la dépense publique. Le Trésor français consent des avances mais, en aucun cas, elles ne peuvent dépasser 20 % des recettes budgétaires, pays par pays. Tout dérapage se traduit immédiatement par des fins de mois difficiles pour la trésorerie du pays en cause — les retards dans le paiement des factures de l'État et dans le versement des salaires des fonctionnaires constituent ainsi un indicateur de solvabilité des pays de la zone franc.
Cependant, lorsqu'ils sont privés de trésorerie, ces pays ont dans une certaine mesure la possibilité de s'endetter à l'extérieur de la zone franc, auprès de bailleurs de fonds - comme l'Agence française de développement (AFD) - qui n'auraient jamais consenti de crédits s'ils n'avaient pas eu la garantie que la gestion de leurs finances publiques n'était pas aussi rigoureuse.
Dans la zone franc, le ratio crédit à l'économie sur PIB est de 23 %, alors qu'il est de 100 % dans la zone euro, ce qui provoque une concurrence déloyale entre les pays membres des deux zones.
Le franc CFA permet toutefois aux pays membres d'éviter des problèmes de solvabilité. Les pays hors-CFA empruntent souvent dans des monnaies étrangères, telles que le dollar, dont ils ne disposent que de peu de réserves. La libre convertibilité et la stabilité du CFA permettent aux États de s'endetter de manière plus sécurisée. Ainsi, le 3 décembre 2019, sur Radio France internationale, le président ivoirien Alassane Ouattara défend le franc CFA en soutenant que « Le fait que nous sommes arrimés à l'euro, si nous empruntons des euros, le moment de les rembourser dans cinq ou dix ans, le taux est fixe. Il n'y a pas de problème. Donc, c'est le même taux auquel nous remboursons. Et si nous avions une monnaie, les gens parlent de monnaie flexible, c'est très bien pour certains pays. Mais nous, nous avons une parité fixe. Je suis désolé de le dire, je suis ancien gouverneur de la Banque centrale et peut-être que je ne suis pas objectif. Si les pays de l'UEMOA n'ont pas tellement de problèmes de dettes, c'est grâce à cette parité fixe ».

### Stabilité macroéconomique
Une étude de la Banque de France en 2022 montre que l'ancrage externe du franc CFA à l'euro a permis aux banques centrales des pays utilisant le franc CFA durant la crise de la Covid-19 de mieux gérer la crise économique qui s'est ensuivie. Ainsi, l'UEMOA et la CEMAC ont eu, en 2020 et 2021, des taux de croissance de +4,4 % et +0,3 % de leur PIB, contre +3,1 % et -1,7 % pour l'ensemble des pays d'Afrique sub-saharienne.

### Utilisation du franc CFA par la France
L'utilisation du franc CFA par la France fait l'objet de plusieurs fausses nouvelles dans les médias[Lesquels ?]. Le journal économique allemand Deutsche Wirtschafts Nachrichten écrit par exemple que la France perçoit annuellement 440 milliards d'euros d'impôts auprès de ses anciennes colonies liées au franc CFA, avant de se rétracter et de supprimer la référence à cette information.[source détournée]
Ainsi, contrairement à ce qu'affirment certains critiques de la monnaie, l'État français ne fait pas usage des fonds africains déposés à la Banque de France. Les États de la zone franc ne paient pas d'impôt « colonial »,. Par ailleurs, aucune obligation n'est imposée aux membres de la zone Franc : ceux-ci sont libres d'abandonner le franc CFA pour fonder leur propre monnaie. Certains critiquent le franc CFA, qui est d'avoir été créé, pour maintenir les pays africains dans la pauvreté. 
Les critiques au sujet du franc CFA se perpétuent cependant. En septembre 2018, Kémi Séba est reçu à Rome par des cadres du Mouvement 5 étoiles afin de leur remettre un dossier sur le franc CFA et la Françafrique. Quelques mois plus tard, Luigi Di Maio et Alessandro Di Battista fustigent la France pour sa politique de maintien du franc CFA et son supposé néocolonialisme en Afrique. Ces attaques sont à l'origine d'un incident diplomatique entre la France et l'Italie.
Les critiques accusent le système CFA d'avoir servi des générations d'entrepreneurs et d'hommes politiques français, les Messieurs Afrique et leurs partenaires juniors africains, à leur propre bénéfice pendant 50 ans, aux dépens du contribuable français et des pauvres des pays africains. C'est un magasin libre-service pour l'élite. Les entrepreneurs français ont des marges bénéficiaires deux fois plus élevées en Afrique que dans leur mère patrie. Les prix des importations françaises en Afrique subsaharienne – imposés par des liens d'approvisionnement et le clientélisme politique, sont depuis longtemps 30 % supérieurs aux prix du marché mondial pour des biens et services comparables. 
Dominique Strauss-Kahn recommande une réforme du franc CFA afin de réattribuer des sièges de la France au sein des instances des banques centrales africaines à des administrateurs internationaux indépendants afin de couper les derniers liens qui pourraient être soupçonnés de coloniaux.
En 2018, le PIB total des 14 pays membres des deux zones francs CFA s'élève à 222 milliards de dollars (USD), une valeur équivalente à 8 % du PIB de la France. La part de la zone franc dans le commerce extérieur français est de 0,6 % en 2019, la France dispose d'un excédent commercial de 2,3 milliards d'euros au sein de ses échanges avec l'UEMOA.
En février 2022, un incendie a ravagé l'imprimerie de la Banque de France à Chamalières, où sont imprimés les francs CFA.
En Septembre 2023, le ministre de la Fonction publique, du Travail et de la Protection sociale du Burkina Faso, Bassolma Bazié dénonce le franc CFA à la tribune de l'ONU, La France dispose d'un brevet du franc CFA qu'elle loue aux pays d'Afrique de l'Ouest et du Centre. Le franc CFA (franc des Colonies Françaises d'Afrique) n'est pas une propriété africaine. Sur le plan juridique « la propriété » est « le droit de jouir et disposer des choses de la manière la plus absolue » (Article 544 du Code civil français).
En février 2024, le chef du régime militaire au Niger, Abdourahamane Tiani évoque la possible création d'une monnaie commune entre le Niger, le Burkina Faso et le Mali. « La monnaie est une étape de sortie de cette colonisation » selon lui.
Le 8 avril 2024, le ministre français des Affaires étrangères Stéphane Séjourné souligne que toute décision de modifier le nom ou la structure du franc CFA relève de la souveraineté des États concernés. La France, affirme-t-il, est prête à accompagner ces changements, qu'ils portent sur le symbole du nom ou sur une refonte de l'organisation monétaire.
En novembre 2024, le réseau Tournons la page et le Centre de recherches internationales de Sciences Po (Ceri) publient une enquête selon laquelle près de 95 % des militants et défenseurs de droits humain ouest-africains sondés disent leur volonté de sortir du franc CFA.

### Développement et accès au marché français
Les pays de la Zone Franc CFA, sont les premiers bénéficiaires d’aide au développement, d’accès préférentiel au marché français ou d’appuis monétaires, via le franc CFA.

## Fonctionnement des unions monétaires
Bien que les devises XOF et les XAF soient désignées communément par le même nom de franc CFA et aient (actuellement) la même valeur, elles ne sont pas interchangeables. Il ne s'agit donc pas d'une zone monétaire commune mais de deux zones juxtaposées.
Initialement, les francs CFA émis par les différents instituts étaient librement convertibles ; ce n'est plus le cas depuis septembre 1993.
Entretenant des relations de coopération étroites avec les banques centrales de la zone franc, la Banque de France participe, avec ses consœurs africaines, au fonctionnement des institutions communes de la zone.
Cette coopération permet à ces pays aux économies fragiles et aux systèmes politiques assez souvent instables de bénéficier d'une monnaie stable. Cependant, le lien entre les cours du franc CFA et l'euro ne permet pas aux pays africains de faire varier le cours de leur monnaie en fonction des aspects économiques censés l'influer. Ils subissent donc les aléas économiques de l'Europe et de sa monnaie sans pouvoir intervenir. Ces aléas sont toutefois amortis par le mécanisme du compte d'opérations qui permet de faire varier la quantité de monnaie en circulation dans la zone en fonction de l'appréciation (ou la dépréciation) de l'ancre monétaire.
Avec un euro fort, ils sont handicapés pour exporter leurs produits vers d'autres destinations que l'Europe, mais peuvent importer à moindre coût les biens d'équipement hors zone :
- lorsque l'euro s'apprécie, la quantité de monnaie par rapport au DTS augmente et les Banques centrales créditent le compte d'opérations auprès du Trésor français, diminuant ainsi leurs réserves et pénalisant le mécanisme de crédit. Ce mécanisme permet de contrer l'effet inflationniste de l'euro fort[réf. nécessaire] ;
- dans le cas de l'euro faible, c'est le Trésor français qui débite ce compte pour créditer les banques centrales, ouvrant plus fort le robinet du crédit (augmentation de la quantité de monnaie).

Fin 2004, des billets plus sécurisés mais aussi plus fragiles ont été mis en circulation dans les zones BEAC et BCEAO, remplaçant ainsi les anciens billets.

## Évolution de la parité du franc CFA
| Date             | Événement                                    | Taux de conversion                        |
| ---------------- | -------------------------------------------- | ----------------------------------------- |
| 26 décembre 1945 | Création du franc CFA                        | 1 F CFA = 1,70 FF                         |
| 17 octobre 1948  | Dévaluation du franc français (FF)           | 1 F CFA = 2,00 FF                         |
| 1er janvier 1960 | Instauration du nouveau franc français (FRF) | 1 F CFA = 0,02 FRF                        |
| 11 janvier 1994  | Dévaluation de 50 % du franc CFA             | 1 F CFA = 0,01 FRF                        |
| 1er janvier 1999 | Arrimage du franc CFA à l'euro               | 1 € = 655,957 F CFA (1 F CFA ≈ 0,00152 €) |

## Numismatique

### Afrique centrale (BEAC)
La série de pièces actuelles a été mise en circulation en 2006. La gamme de billets date de 2002.
La thématique commune symbolise, au revers des pièces, un panier de fruits tropicaux.

### Afrique de l'ouest (BCEAO)
La série de billets actuelle a été mise en circulation en 2003.
Sur chaque pièce et au recto des billets est représenté le logo de la BCEAO, un poisson-scie stylisé. Celui-ci représente une figurine en bronze employée anciennement par les Akan pour peser l'or. Dans leur mythologie, cette espèce incarne la puissance de la mer, la fécondité et la prospérité.

### Appellations
Sur les marchés, les échanges se font en français en franc CFA ou en dërëm (de l'arabe dirham, lui-même issu de la drachme grecque), en wolof, langue nationale du Sénégal. Un dërëm vaut cinq francs (au Sénégal). C'est-à-dire qu'on compte le nombre de pièces de 5 francs nécessaires à l'échange, plutôt que le nombre de francs en soi, sorte d'unité de compte.
|                   | Franc CFA (en français) | Dërëm (en wolof ou autre)         | Dala (en haoussa)                   | Wari (en bambara ou autre)     | Sika (en baoulé ou autre)                     | Ɖolà (en fongbé ou autre) |
| ----------------- | ----------------------- | --------------------------------- | ----------------------------------- | ------------------------------ | --------------------------------------------- | ------------------------- |
| 5 francs CFA      | 5 francs                | Dërëm (1 dërëm)                   | Dala (dala 1)                       | Dɔrɔmɛ kelen (1 dɔrɔmɛ)        | Ba-blu kun (1 ba-blu)                         | Ɖolà ɖokpó (1 ɖolà)       |
| 10 francs CFA     | 10 francs               | Ñaari dërëm (2 dërëm)             | ƴar baka (dala 2)                   | Dɔrɔmɛ fila (2 dɔrɔmɛ)         | Ba-blu nyon (2 ba-blu)                        | Ɖolà wè (2 ɖolà)          |
| 25 francs CFA     | 25 francs               | Juroom dërëm (5 dërëm)            | ƙadago (dala 5)                     | Dɔrɔmɛ duuru (5 dɔrɔmɛ)        | Ponu kun (1 ponu)                             | Kpɔ́wùn ɖokpó (1 kpɔ́wùn)   |
| 50 francs CFA     | 50 francs               | Fukki dërëm (10 dërëm)            | ƴar goma (dala 10)                  | Dɔrɔmɛ tan (10 dɔrɔmɛ)         | Ponu nyon (2 ponu)                            | Kpɔ́wùn wè (2 kpɔ́wùn)      |
| 100 francs CFA    | 100 francs              | Ñaar fukk dërëm (20 dërëm)        | Ishirin (dala 20)                   | Dɔrɔmɛ mugan (20 dɔrɔmɛ)       | Ponu nnan (4 ponu)                            | Kpɔ́wùn ɛ̀nɛ̀ (4 kpɔ́wùn)     |
| 250 francs CFA    | 250 francs              | Juroom fukk dërëm (50 dërëm)      | Hamsin (dala 50)                    | Dɔrɔmɛ biduuru (50 dɔrɔmɛ)     | Ponu blu (10 ponu)                            | Kpɔ́wùn wǒ (10 kpɔ́wùn)     |
| 500 francs CFA    | 500 francs              | Téeméer dërëm (100 dërëm)         | Dari (dala 100)                     | Dɔrɔmɛ kɛmɛ (100 dorèmè)       | Ponu ablaon (20 ponu)                         | Kpɔ́wùn ko (20 kpɔ́wùn)     |
| 1 000 francs CFA  | 1 000 francs            | Ñaar téeméer dërëm (200 dërëm)    | Jikka (dala 100 biyu)               | Dɔrɔmɛ kɛmɛ fila (200 dɔrɔmɛ)  | Kotoko kun (1 kotoko)                         | Cakì ɖokpó (1 cakì)       |
| 2 000 francs CFA  | 2 000 francs            | Ñent téeméer dërëm (400 dërëm)    |                                     |                                |                                               |                           |
| 2 500 francs CFA  | 2 500 francs            | Juroomu téeméer dërëm (500 dërëm) | Jikka biyu da rabi (dala 100 biyar) | Dɔrɔmɛ kɛmɛ duuru (500 dɔrɔmɛ) | Kotoko nyon ponu ablaon (2 kotoko et 20 ponu) | Cakì wè adaɖé (2,5 cakì)  |
| 5 000 francs CFA  | 5 000 francs            | Junni dërëm (1 000 dërëm)         | Jikka biyar (Dubu)                  | Dɔrɔmɛ wa kelen (1 000 dɔrɔmɛ) | Kotoko nnun (5 kotoko)                        | Cakì atɔɔn (5 cakì)       |
| 10 000 francs CFA | 10 000 francs           | Ñaar junni dërëm (2 000 dërëm)    | Jikka goma                          | Dɔrɔmɛ wa fila (2 000 dɔrɔmɛ)  | Kotoko blu (10 kotoko)                        | Cakì wǒ (10 cakì)         |

### Filmographie
- L'argent, la liberté, une histoire du franc CFA de Katy Léna Ndiaye, mention spéciale du jury documentaires longs métrages au FESPACO 2023.